# Kabuls internationella flygplats
Kabuls internationella flygplats (IATA: KBL, ICAO: OAKB) är den största flygplatsen i Afghanistans huvudstad Kabul, placerad 16 kilometer från stadens centrum. Under åren 2014 - 2021 hade den namnet Hamid Karzais internationella flygplats (dari:میدان هوائی بین‌المللی حامدکرزی, pashto: د حامد کرزی نړیوال هوائی ډګر) och har även kallats Kabul-Khwaja Rawash Airport. Denna flygplats är landets näst största, efter Mazar-e-Sharifs flygplats. Sverige stationerade räddningspersonal där år 2003 som del av den internationella insatsen i Afghanistan.
Mellan 2001 och 2010 ökade antalet flygningar från 20 per dag till 300 per dag.
I samband med talibanernas maktövertagande i augusti 2021 användes flygplatsen för att på kort tid evakuera utländska medborgare och skyddsbehövande. Det utbröt kaos på flygplatsen och många dödades.

## Historia
Flygplatsen byggdes under 1960-talet av sovjetiska ingenjörer och höll då en hög standard. Efter att sovjetiska trupper invaderat landet 1979 ökade trafiken vid flygplatsen, både för militärt och civilt bruk. Under inbördeskriget blev den ett mål för attacker och när talibanregimen föll var flygplatsen i dåligt skick.
Under 2008 färdigställdes en ny terminalbyggnad som invigdes av president Hamid Karzai. Bygget bekostades av Japan och kostnaden uppgick till 35 miljoner dollar. Den nya terminalen uppges kunna klara en miljon resenärer per år. Afghanska myndigheter beskrev bygget som ett steg framåt i processen att återuppbygga landet efter talibanernas styre, speciellt som flygplatsens förfall sågs som en symbol över landets förstörda infrastruktur. President Karzai sade vid invigningen att han hoppades att folket skulle ta väl hand om flygplatsen och att den skulle bevaras i gott skick.
År 2010 hade ett nytt modern radarsystem installerats. Det installerades av USA:s luftfartsmyndighet och bekostades av USAID. Systemet gav flygplatsens radar dubbelt så stor räckvidd.

## Galleri

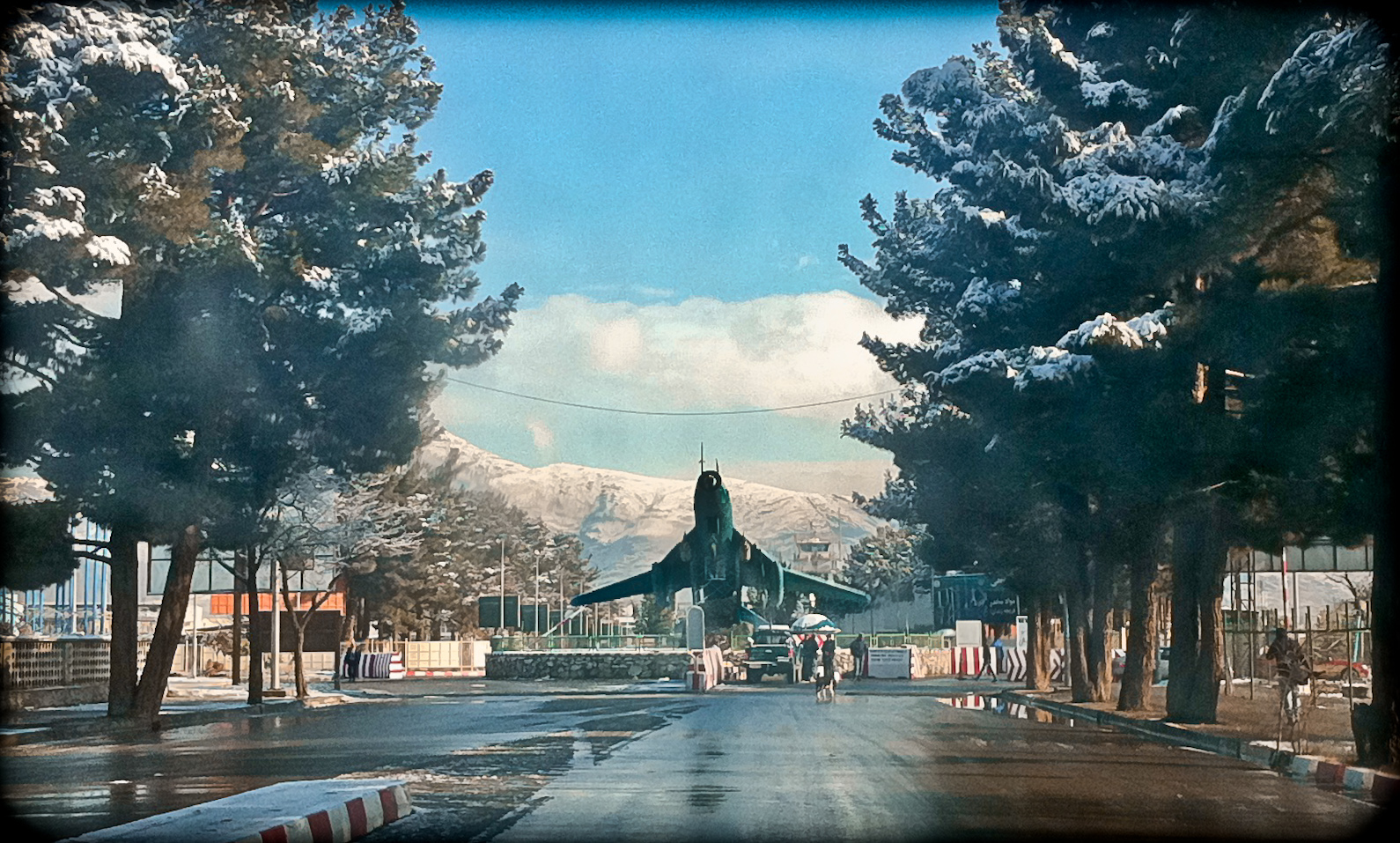
En Suchoj Su-17 från Afghanska flygvapnet permanent uppställ vid ingången till flygplatsen.
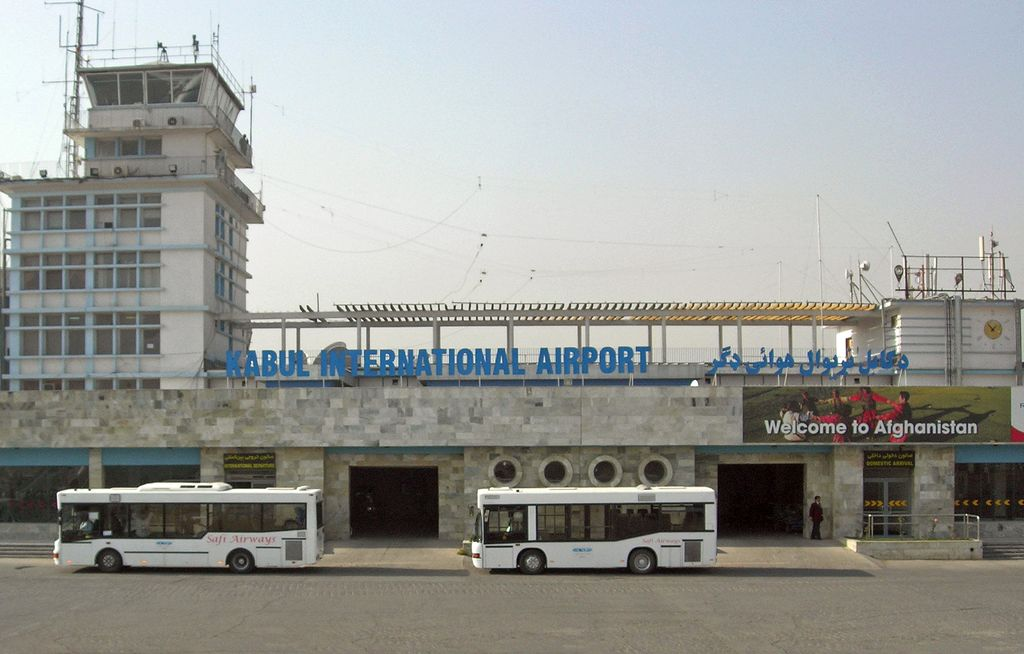
Den Sovjetbyggda teminalen 2008.
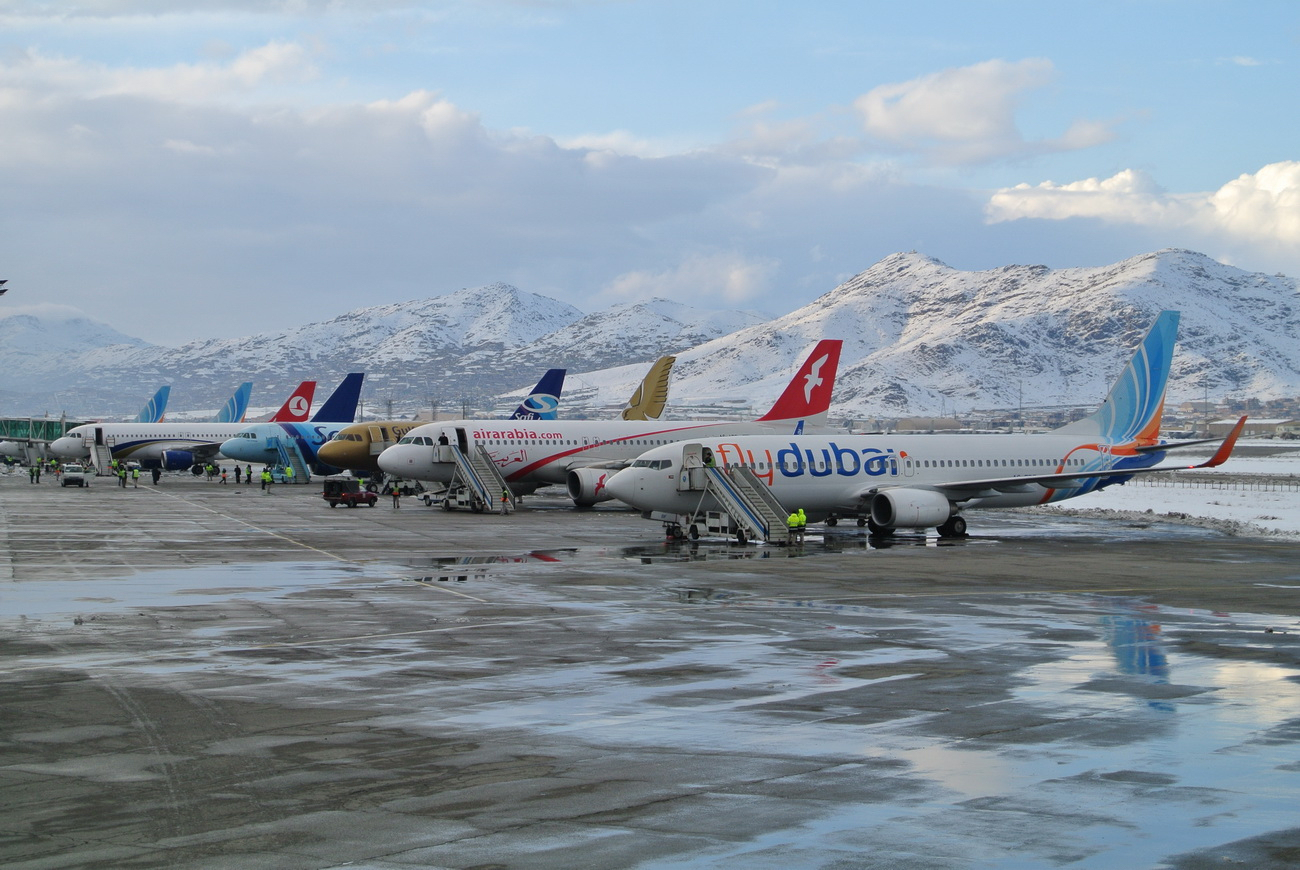
Flygplan på starplattan 2012.